# Иванов, Филипп Андреевич
Фили́пп Андре́евич Ивано́в (бел. Філіп Андрэевіч Іваноў; 21 июля 1990, Минск) — белорусский футболист, нападающий.

## Клубная карьера
С 2007 года играл за минское «Динамо», в основном за дублирующий состав. В марте 2012 года покинул «Динамо» и перешёл в «Гомель», где также играл за дубль. В июле того же года разорвал контракт с гомельским клубом, а в августе стал игроком минского клуба «СКВИЧ».
В феврале 2013 года перешёл в «Витебск». Стал лучшим бомбардиром витебского клуба, но после появления в Витебске финансовых проблем в августе того же года пополнил состав брестского «Динамо». В «Динамо» не сумел закрепиться в основе и в декабре 2013 года контракт с брестским клубом был разорван.
В январе 2014 года находился на просмотре в солигорском «Шахтёре», в результате в марте того же года пополнил состав этого клуба. В «Шахтёре» играл в основном за дубль, в основном составе появлялся эпизодически. В августе 2014 года контракт с «горняками» по взаимному согласию был расторгнут.
В конце августа 2014 года пополнил состав перволиговой «Ислочи». Сыграл за этот клуб в 9 матчах, голами не отличался. По окончании сезона 2014 покинул «Ислочь».
С начала 2015 года тренировался вместе с новобранцем Первой лиги — футбольным клубом «Крумкачы», с которым в апреле подписал контракт. Филипп стал одним из ключевых игроков команды и помог ей выйти в Высшую лигу. Футболист дебютировал за «Крумкачы» в элитном дивизионе страны уже в качестве капитана.
29 июля 2017 года наряду с рядом других футболистов «Крумкачей» отказался ехать на матч против «Витебска» из-за задержки выплат зарплаты и вскоре по соглашению сторон покинул команду. Однако, через две недели вернулся в состав «Крумкачей». В первом же матче после возвращения, забил гол и отдал голевую передачу, чем помогло столичному клубу одержать победу над БАТЭ со счетом 3:2.
4 февраля 2018 вернулся в минское «Динамо». Сначала выходил на замену, однако с июля 2018 года, в связи с уходом Антона Сароки и травмой Александра Макася, стал чаще появляться в стартовом составе. В начале 2019 года, несмотря на окончание контракта, тренировался с динамовцами, однако в феврале покинул команду. Тем не менее, вскоре вернулся и подписал контракт с минчанами, однако уже через две недели соглашение было разорвано.
В марте 2019 года перешёл в «Минск». Начинал сезон в стартовом составе команды, однако позднее из-за травм стал реже появляться на поле. В июне 2019 года по соглашению сторон покинул «Минск».
В августе 2019 года вновь вернулся в минское «Динамо», где сразу стал игроком основного состава. В декабре 2019 года по окончании контракта покинул столичный клуб.
В марте 2020 года перешёл в клуб «Лиепая». В августе покинул команду.
В январе 2021 года пополнил состав «НФК Крумкачы».

### Международная
Выступал за юношескую и молодёжную сборную Беларуси.

## Достижения
- Серебряный призёр чемпионата Беларуси: 2009
- Бронзовый призёр чемпионата Беларуси: 2018
- Обладатель Кубка Беларуси: 2013/14

## Статистика
| Сезон    | Дивизион | Клуб               | Страна                    | Матчи | Голы |
| -------- | -------- | ------------------ | ------------------------- | ----- | ---- |
| 2007     | дубль    | Динамо (Минск)     | Флаг Беларуси (1995—2012) | 9     | 0    |
| 2008     | дубль    | Динамо (Минск)     | Флаг Беларуси (1995—2012) | 13    | 2    |
| 2009     | Д1       | Динамо (Минск)     | Флаг Беларуси (1995—2012) | 2     | 0    |
| 2010     | Д1       | Динамо (Минск)     | Флаг Беларуси (1995—2012) | 1     | 0    |
| 2011     | Д1       | Динамо (Минск)     | Флаг Беларуси (1995—2012) | 2     | 0    |
| 2012 (1) | Д1       | Гомель             | Флаг Беларуси (1995—2012) | 0     | 0    |
| 2012 (2) | Д2       | СКВИЧ              | Флаг Беларуси             | 12    | 5    |
| 2013 (1) | Д2       | Витебск            | Флаг Беларуси             | 14    | 7    |
| 2013 (2) | Д1       | Динамо-Брест       | Флаг Беларуси             | 5     | 0    |
| 2014 (1) | Д1       | Шахтёр (Солигорск) | Флаг Беларуси             | 5     | 0    |
| 2014 (2) | Д2       | Ислочь             | Флаг Беларуси             | 9     | 0    |
| 2015     | Д2       | Крумкачы           | Флаг Беларуси             | 29    | 14   |
| 2016     | Д1       | Крумкачы           | Флаг Беларуси             | 27    | 2    |
| 2017     | Д1       | Крумкачы           | Флаг Беларуси             | 26    | 6    |
| 2018     | Д1       | Динамо (Минск)     | Флаг Беларуси             | 25    | 4    |
| 2019 (1) | Д1       | Минск              | Флаг Беларуси             | 6     | 1    |
| 2019 (2) | Д1       | Динамо (Минск)     | Флаг Беларуси             | 12    | 2    |
| 2020     | Д1       | Лиепая             | Флаг Латвии               | 8     | 1    |
| 2021     | Д2       | Крумкачы           | Флаг Беларуси             | 28    | 8    |